# Lovászi
Lovászi è un comune dell'Ungheria di 1.271 abitanti (dati 2001). È situato nella contea di Zala.